# Héctor Rebaque
Héctor Rebaque   (Ciutat de Mèxic, 5 de febrer de 1956) va ser un pilot de curses automobilístiques mexicà que va arribar a disputar curses de Fórmula 1 i als CART IndyCar als anys 70 i 80. També va córrer per al seu propi equip de Fórmula 1 anomenat Rebaque el 1978 i el 1979.

## A la F1
Hector Rebaque va debutar a la setena cursa de la temporada 1977 (la 28a temporada de la història) del campionat del món de la Fórmula 1, disputant el 5 de juny del 1977 el G.P. de Bèlgica al circuit de Zolder.
Va participar en un total de cinquanta-vuit curses puntuables pel campionat de la F1, disputades en cinc temporades consecutives (1977-1981) aconseguint tres quarts llocs com a millor classificació en una cursa i assolí tretze punts pel campionat del món de pilots.

## Resultats a la Fórmula 1
| Any  | Equip                | Xassís  | Motor    | 1         | 2       | 3       | 4         | 5       | 6       | 7       | 8       | 9       | 10      | 11      | 12      | 13      | 14      | 15      | 16      | 17  | Posició | Punts |
| ---- | -------------------- | ------- | -------- | --------- | ------- | ------- | --------- | ------- | ------- | ------- | ------- | ------- | ------- | ------- | ------- | ------- | ------- | ------- | ------- | --- | ------- | ----- |
| 1977 | Hesketh Racing       | Hesketh | Cosworth | ARG       | BRA     | SUD     | O.USA     | ESP     | MON     | BEL NVQ | SUE NVQ | FRA NVQ | GBR     | ALE Ret | AUT NVQ | HOL NVQ | ITA     | USA     | CAN     | JAP | -       | 0     |
| 1978 | Team Rebaque         | Lotus   | Cosworth | ARG NVQ   | BRA Ret | SUD 10  | O.USA NVQ | MON NVQ | BEL NVQ | ESP Ret | SUE 12  | FRA NVQ | GBR Ret | ALE 6   | AUT Ret | HOL 11  | ITA NVQ | USA Ret | CAN NVQ |     | 19è     | 1     |
| 1979 | Team Rebaque         | Lotus   | Cosworth | ARG Ret   | BRA NVQ | SUD Ret | O.USA Ret | ESP Ret | BEL Ret | MON     | FRA 12  | GBR 9   | ALE Ret | AUT NVQ | HOL 7   |         |         |         |         |     | -       | 0     |
| 1979 | Team Rebaque         | Rebaque | Cosworth |           |         |         |           |         |         |         |         |         |         |         |         | ITA NVQ | CAN Ret | USA NVQ |         |     | -       | 0     |
| 1980 | Parmalat Racing Team | Brabham | Cosworth | ARG       | BRA     | SUD     | O.USA     | BEL     | MON     | FRA     | GBR 7   | ALE Ret | AUT 10  | HOL Ret | ITA Ret | CAN 6   | USA Ret |         |         |     | 20è     | 1     |
| 1981 | Parmalat Racing Team | Brabham | Cosworth | O.USA Ret | BRA Ret | ARG Ret | SMR 4     | BEL Ret | MON NVQ | ESP Ret | FRA 9   | GBR 5   | ALE 4   | AUT Ret | HOL 4   | ITA Ret | CAN Ret | LVG Ret |         |     | 10è     | 11    |

### Resum
| Curses: | Victòries: | Pòdiums: | Poles: | Voltes ràpides: | Punts: |
| ------- | ---------- | -------- | ------ | --------------- | ------ |
| 58 (41) | 0          | 0        | 0      | 0               | 13     |